# Píntame angelitos negros
Píntame angelitos negros es un famoso poema llevado a canción (generalmente como Angelitos negros), original del poeta venezolano Andrés Eloy Blanco.
Este poema muy bien podría considerarse como un himno en contra de la discriminación racial. El poema se incluyó en una obra (1940/1944) titulada La Juanbimbada, que recoge muchas poesías dispersas de distintas épocas de su vida. Juan Bimba es un personaje ficticio del folclore venezolano, que alude al prototipo del hombre humilde del pueblo.
El poema se hizo muy conocido en todo el mundo de lengua hispana a través de un bolero cuya música pertenece al actor y compositor mexicano Manuel Álvarez Rentería, conocido también con el apodo de Maciste, e interpretado inicialmente por el actor y cantante mexicano Pedro Infante y también por Antonio Machín, y fue especialmente popular en España además de América Latina. En su adaptación al ritmo de bolero, se redujo la extensión de la poesía quitándole el diálogo inicial y algunos venezolanismos, para hacerla más apropiada a la longitud de la obra musical. Aunque mucha gente recuerda la canción en todo el mundo, muy pocos saben que está basada en un poema de Andrés Eloy Blanco.
El dúo uruguayo Los Olimareños también interpreta esta canción, pero como un joropo del folclore venezolano. Asimismo, ha sido versionado por las cantantes estadounidenses Eartha Kitt, Cat Power y Roberta Flack, esta última con una canción incluida en su álbum de 1969, First Take. Otros artistas que han interpretado la canción son Agustín Lara, Toña la Negra, Robertha, Conchita Piquer, Nana Mouskouri, Niña Pastori, Celia Cruz, Lola Flores, Javier Solís, Manuel López Ochoa, Los Pasteles Verdes, Don Marino Barreto Junior, Carlo Buti, Claudio Villa, Fausto Leali, Los Ángeles Negros, Julia Zenko, Imelda Miller, Buddy Richard, Emilio Solo y Chavela Vargas, Los Políticos, entre muchos otros. 